# VBG VT30
De VGB VT is een driedelig diesel treinstel met lagevloerdeel van het type RegioSprinter voor het regionaal personenvervoer van de Duitse Vogtlandbahn (VBG).

## Geschiedenis
De RegioSprinter werd door Düwag ontworpen voor het lokaal personenvervoer. Door de voortdurende technische gebreken besloot Siemens dit type trein te vervangen door de RegioSprinter 2 die later de naam Desiro kreeg.
De Vogtlandbahn (VBG) bestelde in 1993 in totaal 18 treinen van het type RegioSprinter bij Siemens voor het personenvervoer.
De treinen van de serie VT 39 - 48 zijn ook geschikt om als tram door het centrum van Zwickau (Sachs) te kunnen rijden. Deze treinen bezitten hiervoor richtingaanwijzers, remlichten en spiegels.
In 2006 werden de treinstellen VT 36 en VT 39 verhuurd aan de Prignitzer Eisenbahn voor inzet op onder meer het traject Oberhausen - Duisburg-Ruhrort wegens tekort aan treinstellen bij Prignitzer Eisenbahn.
Vogtlandbahn heeft in 2010 acht treinstellen van het Stadler Rail type Regio-Shuttle besteld. Deze treinstellen gaan in december 2012 de treinstellen van het type RegioSprinter vervangen.

## Constructie en techniek
De trein is opgebouwd uit een aluminium frame. Typerend aan dit treinstel is door de toepassing van een grote voorruit. De trein heeft een lagevloerdeel. Deze treinen kunnen tot drie stuks gecombineerd rijden. De treinen zijn uitgerust met luchtvering.

## Treindiensten
De treinen werden door de Vogtlandbahn ingezet op de volgende trajecten.
- VB 1: Zwickau centrum - Zwickau (Sachs) Hbf - Falkenstein/Vogtl. - Zwotental - Klingenthal - Kraslice ( - Karlovy Vary dolní n.) (KBS 539)
- VB 2: Zwickau (Sachs) Hbf - Reichenbach (Vogtl) ob Bf - Herlasgrün - Plauen (Vogtl) ob Bf - Adorf/Vogtl. (KBS 544)
- VB 5: Hof - Schönberg/Vogtl. - Mehltheuer - Plauen (Vogtl) ob Bf - Herlasgrün - Falkenstein/Vogtl. - Zwotental - Adorf (Vogtl)

- VB 7: Schönberg / Vogtland en Schleiz West

Deze spoorlijn zou in december 2006 gereactiveerd worden maar op 9 december 2006 zette de Freistaats Thüringen het project uitgesteld tot december 2010. Voor deze spoorlijn zijn treinen van het type Desiro gepland.